# 妮诺·萨卢克瓦泽
妮诺·萨卢克瓦泽（羅馬化：Nino Salukvadze；1969年2月1日—），格鲁吉亚女子射击运动员，出生于前苏联格鲁吉亚苏维埃社会主义共和国第比利斯。她先后代表苏联、独联体和格鲁吉亚参加过九次奥运会，共获得一金一银一铜三枚奖牌。她是也史上首位以及目前唯一一位参加过九次奥林匹克运动会的女性运动员。
在汉城奥运会上，初次参加奥运会的萨卢克瓦泽代表苏联队夺得了25米手枪金牌和10米气手枪银牌。
在北京奥运会上，妮诺·萨卢克瓦泽夺得10米气手枪项目铜牌。其时正值格鲁吉亚和俄罗斯交战期间，在颁奖仪式上，妮诺·萨卢克瓦泽主动走向获得银牌的俄罗斯运动员帕杰林娜，两人握手、拥抱并互相亲吻，随后并肩共同向观众致意；在赛后的新闻发布会上，两人表示“体育运动是交朋友和传递友谊的”、“我们是真正的好朋友，友谊保持了很长时间”、“体育应该超越了政治，体育就是体育”、“我们希望世界上不要有战争，尤其是在新世纪里各国不应该有战争，如果政客们吸取相关教训的话。我们认为政客们应该吸取这样的教训”、“我们运动员之间没有仇恨”。
萨卢克瓦泽和儿子索特内·马查瓦里亚尼都参加了里约奥运会，他们也是第一对参加同一届奥运会的母子。